# Big. bechtold-gruppe
Die big. bechtold-gruppe ist eine deutsche Unternehmensgruppe für Dienstleistungen rund ums Gebäude. Sie entstand aus der von Bernd Bechtold 1981 gegründeten b.i.g. bechtold Ingenieurgesellschaft mbH.

## Geschäftsbereiche
Nach und nach erweiterte sich das Dienstleistungsspektrum der Ingenieurgesellschaft auf Facility-Management, Reinigung, Sicherheitspersonal (Werkschutz, Empfangs- und Wachdienste), Cheffahrer-Akademie (CFA), Bargeldmanagement, Dienstleistungen für Alarmanlagen und Schließanlagen, Betrieb von Notrufzentralen, Netzwerkmanagement, Aus- und Weiterbildung und anderes. big stellt das Personal für den Messebetrieb an mehreren Messestandorten. Das Unternehmen beteiligt sich an Public-Private-Partnership-Projekten, beispielsweise bei Baden-Württembergs erstem PPP-Projekt im Schulbereich in Eppelheim. Für die Drogeriemarkt-Kette dm installiert und verwaltet big die Alarmanlagen und übernimmt Hausmeisterdienste.
Das Spektrum der Gruppe gliedert sich in die Geschäftsbereiche Ingenieurplanungen, Sicherheit/Sicherheitstechnik, Gebäudeservice/Facilitymanagement, Personalservice und Komplexdienstleistungen/PPP-Projekte. Im Sicherheitsbereich (Objekt- und Personenschutz) hat big. ein Franchising-System aufgebaut. Die big. bechtold-gruppe hat in Deutschland 2018 insgesamt 116,5 Mio. Euro Umsatz gemacht.
Geschäftsführende Gesellschafterin ist Daniela Bechtold-Schwabe. Die Gruppe wurde 2000 und 2002 als „Dienstleister des Jahres“ in Baden-Württemberg ausgezeichnet.
2019 hat big einen Markenrelaunch durchgeführt und erscheint seitdem mit einem neuen Firmenlogo und einem neuen Slogan "big. family of services".

## Unternehmen der Gruppe
- b.i.g. akademie GmbH

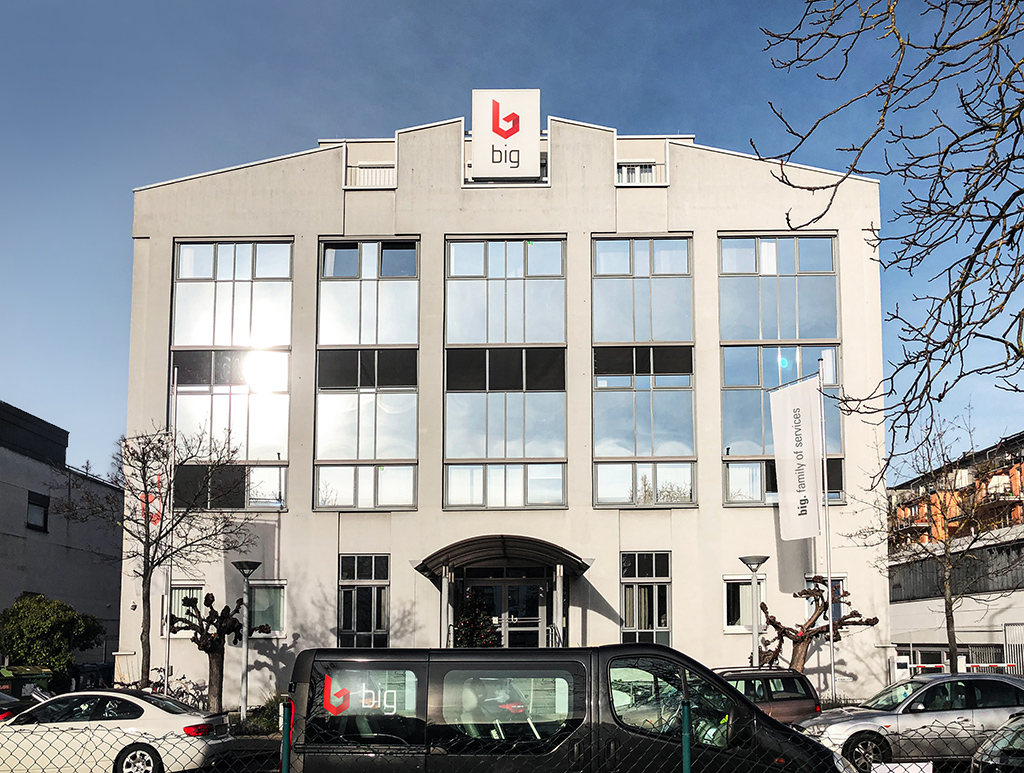
Firmenzentrale big. bechtold-gruppe in Karlsruhe

Logo der Gruppe bis April 2019

- b.i.g. bechtold Ingenieurgesellschaft mbH, gegründet 1981
- b.i.g. facilitymanagement GmbH & Co. KG
- b.i.g. gebäude service GmbH
- b.i.g. gruppe management GmbH
- b.i.g. netzwerk management GmbH
- b.i.g. personalservice GmbH
- b.i.g. security service GmbH
- b.i.g. sicherheitstechnik logistik GmbH
- b.i.g. sicherheit GmbH, gegründet 1987
- b.i.g. sicherheit und service GmbH
- b.i.g. Technische Revisionsgesellschaft mbH
- b.i.g. bechtold engineering GmbH
- b.i.g. bechtold projektsteuerung GmbH

## Forschungsprojekt efeuCampus
In dem von der europäischen Union und dem Land Baden-Württemberg geförderten Forschungsprojekt für autonom fahrende Güterlogistik efeuCampus in Bruchsal fungiert big als Schnittstelle zwischen dem zentralen Anlieferungslager und dem Kurier-Express-Paket-Dienstleister. big verantwortet die Gebäudeplanung und -betrieb, die Fördertechnik- und Logistikplanung. Auf dem Testareal werden der Aufbau und der Betrieb der automatischen Anlieferung sowie des automatischen Abtransports von Paketen geplant.